# Товщина пласта

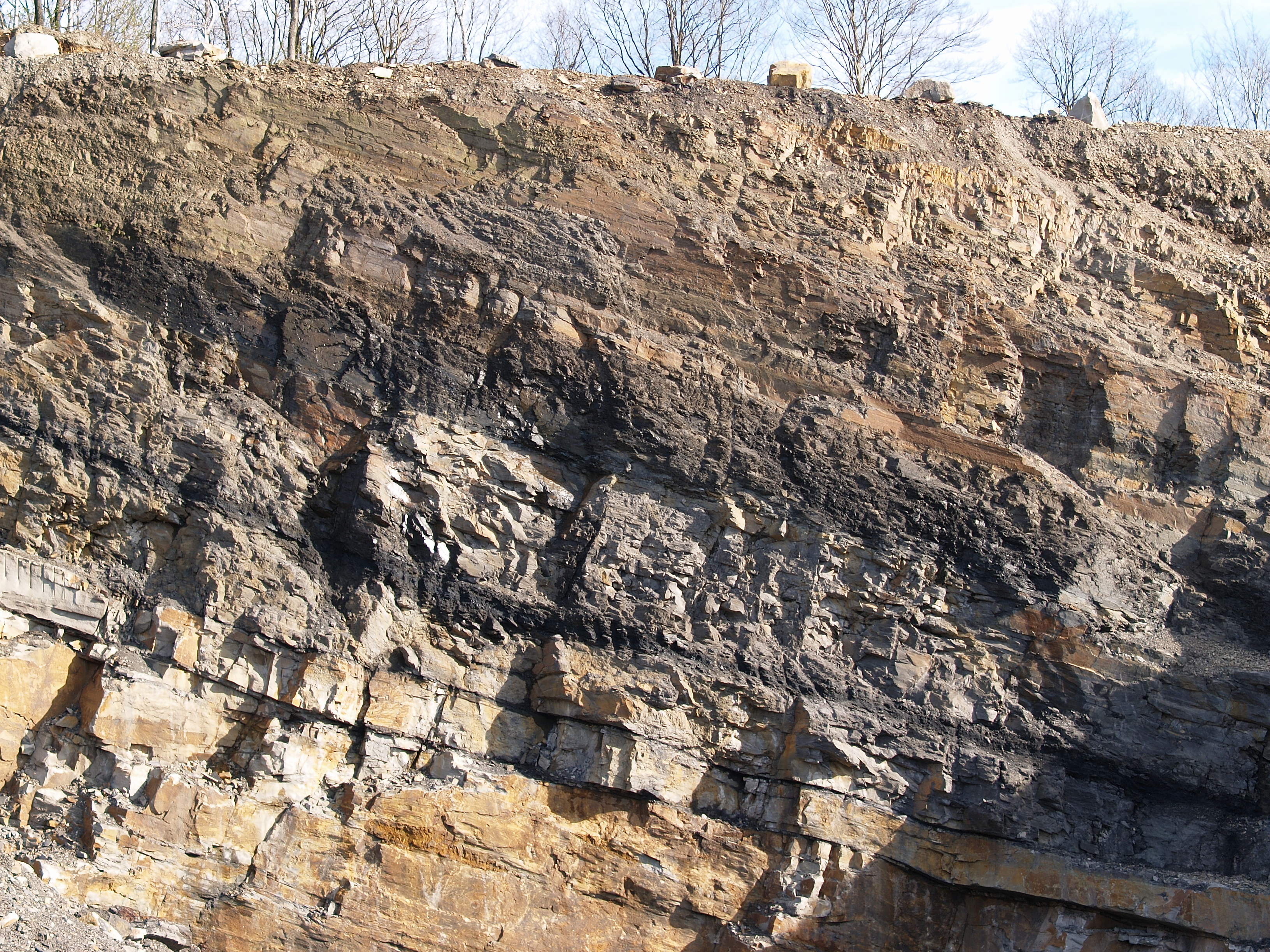
Пласт вугілля, Рур, Німеччина.

Товщина пласта - відстань між покрівлею і підошвою пласта. Визначення є загальним і припускає декілька способів вимірювання товщини. Синонім у гірництві – потужність (застарілий, не рекомендується).
Загальна потужність – це загальна товщина всіх пачок корисних копалин і прошарків пустої породи.
Корисна товщина пласта – сумарна товщина пачок корисних копалин.
За товщиною пласти поділяють на дуже тонкі (до 0,7 м), тонкі (0,71–1,2 м), середньої потужності (1,21–3,5 м) і потужні (понад 3,5 м).

Похило залягаючий пласт характеризується істинною, горизонтальною та вертикальною товщинами.
- Істинною товщиною називається довжина перпендикуляра, опущеного з будь-якої точки покрівлі пласта до його підошви(АС на рис.).
- Горизонтальна товщина визначається відстанню по горизонталі від будь-якої точки покрівлі до підошви пласта (АБ на рис.).
- Вертикальна товщина – відстань по вертикалі від будь-якої точки покрівлі до підошви пласта(АД на рис.).

## Похідні поняття
ТОВЩИНА ПЛАСТА ВЕРТИКАЛЬНА – відстань між покрівлею і підошвою пласта (експлуатаційного об'єкта, горизонту, прошарку та ін.), виміряна по вертикальній лінії.
ТОВЩИНА ПЛАСТА ВИДИМА – відстань між покрівлею і підошвою пласта (експлуатаційного об'єкта, горизонту, прошарку та ін.), виміряна по лінії, довільно орієнтованій до простягання пласта і в просторі (в промисловій геології – по стовбуру свердловини). Син. товщина спостережувана.
ТОВЩИНА ВОДОНОСНОГО ШАРУ ҐРУНТУ (ПЛАСТА) – глибина природного безнапірного фільтраційного потоку в даному місці ґрунту (пласта).
ТОВЩИНА ПЛАСТА ДІЙСНА – найкоротша (по перпендикуляру) відстань між покрівлею і підошвою пласта (експлуатаційного об’єкта, горизонту, прошарку і т.д.).
ТОВЩИНА ЕФЕКТИВНА НАФТО(ГАЗО)НАСИЧЕНА – сумарна товщина прошарків порід-колекторів у пласті (горизонті, експлуатаційному об'єкті), насичених нафтою (газом). Син. – нафто(газо)насичена товщина.
ТОВЩИНА ПЛАСТА ЗАГАЛЬНА – сумарна товщина всіх проникних і непроникних порід, з яких складається продуктивний пласт або експлуатаційний об’єкт від його покрівлі до підошви (в стратиграфічних межах).
Ефективна виймана потужність пласта — потужність, яку приймають для розрахунків зрушень і деформацій земної поверхні при відробці пластів із закладкою виробленого простору.